# Megaxenus papuensis
Megaxenus papuensis es una especie de coleóptero de la familia Aderidae.

## Distribución geográfica
Habita en Papúa Nueva Guinea.